# Michaela Ivarsdotter
Michaela Ivarsdotter, född 14 mars 1957 i Vislanda, är en svensk kopparslagarmästare och metallkonstnär.

## Biografi
Ivarsdotter är dotter till Ivar Andersson och är fjärde generationens kopparslagare. Hon var verksam i sin fars verkstad i Vislanda, först anställd som lärling, men sedan 1981 som egen företagare. Det blev därmed två verksamheter i samma verkstad. Hon flyttade sedan sin verksamhet till Väckelsång innan hon öppnade sitt kopparslagarmuseum på Södööska gården i Karlskrona år 2015. Hon arbetar med metallerna koppar, mässing och tenn. Hon arbetar mest som metallkonstnär och använder sig av det gamla sättet att arbeta på. Hon tilldelades ett stipendium från Bo Hammarskjölds fond år 2013. 
Ivarsdotter gick i lära hos sin far, Ivar Andersson, mellan åren 1973-1993. Hon erhöll sitt gesällbrev 1982 och mästarbrev. 1993.